# Shawn Maurer
Shawn Maurer (* vor 1988) ist ein US-amerikanischer Kameramann.
Maurer begann seine Tätigkeit beim US-Film 1988. Er ist vor allem im Bereich der Komödien tätig. Er arbeitet oft für die Regisseure Aaron Seltzer und Jason Friedberg und deren Filmparodien.

## Filmografie (Auswahl)
- 2000: Girls United (Bring It On)
- 2002: Like Mike
- 2002: Boat Trip
- 2004: Familie Johnson geht auf Reisen (Johnsons Family Vacation)
- 2005: Honeymooners (The Honeymooners)
- 2006: Date Movie
- 2007: Fantastic Movie (Epic Movie)
- 2008: Meine Frau, die Spartaner und ich (Meet the Spartans)
- 2008: Disaster Movie
- 2009: Party Animals 3 – Willkommen auf der Uni (Van Wilder: Freshman Year)
- 2010: Beilight – Bis(s) zum Abendbrot (Vampires Suck)
- 2013: Die Pute von Panem – The Starving Games (The Starving Games)